# Tobatin
Tobatin (pl. Tobatines), jedna od ranih skupina Guarani Indijanaca koji su u 16 i 17. stoljeću živjeli u središnjem Paragvaju, na području oko San Estanislaoa i San Joaquina, gdje su misionari osnovali za njih dvije misije 1747. i treću 1760. Među misionarima koj isu radili među njima bio je i Martin Dobrizhoffer, autor knjige o Abipónima, koji je među Tobatinima proveo 8 godina.